# Georgina Gascoyne-Cecil, marchesa di Salisbury
Lady Georgina Gascoyne-Cecil, marchesa di Salisbury, nata Georgina Alderson (Paddington, 1827 – Hatfield House, 20 novembre 1899), è stata una nobildonna inglese.

## Biografia

### Infanzia
Era la figlia di Sir Edward Alderson, e di sua moglie, Georgina Drewe. 

### Matrimonio
Sposò, l'11 luglio 1857, Lord Robert Cecil, figlio più giovane di James Gascoyne-Cecil, II marchese di Salisbury e di Frances Mary Gascoyne, nonostante la disapprovazione di questi ultimi. Ebbero otto figli.

### Morte
Morì il 20 novembre 1899 a Hatfield House.

## Discendenza
Georgina e Lord Robert Cecil ebbero otto figli:
- Lady Beatrix Gascoyne-Cecil (11 aprile 1858–27 aprile 1950), sposò William Palmer, II conte di Selborne, ebbero quattro figli;
- Lady Gwendolyn Gascoyne-Cecil (28 luglio 1860–28 settembre 1945);
- James Gascoyne-Cecil, IV marchese di Salisbury (23 ottobre 1861–4 aprile 1947);
- William Gascoyne-Cecil (9 marzo 1863–23 giugno 1936);
- Robert Cecil (14 settembre 1864–24 novembre 1958), poi I visconte Cecil di Chelwood
- Lady Fanny Gascoyne-Cecil (1865–24 aprile 1867);
- Lord Edward Cecil (12 luglio 1867–13 dicembre 1918);
- Lord Hugh Cecil (14 ottobre 1869–10 dicembre 1956), poi I barone Quickswood.